# Kurzfühlerschrecken

Große Höckerschrecke, Arcyptera fusca, aus dem Aosta-Tal, Italien

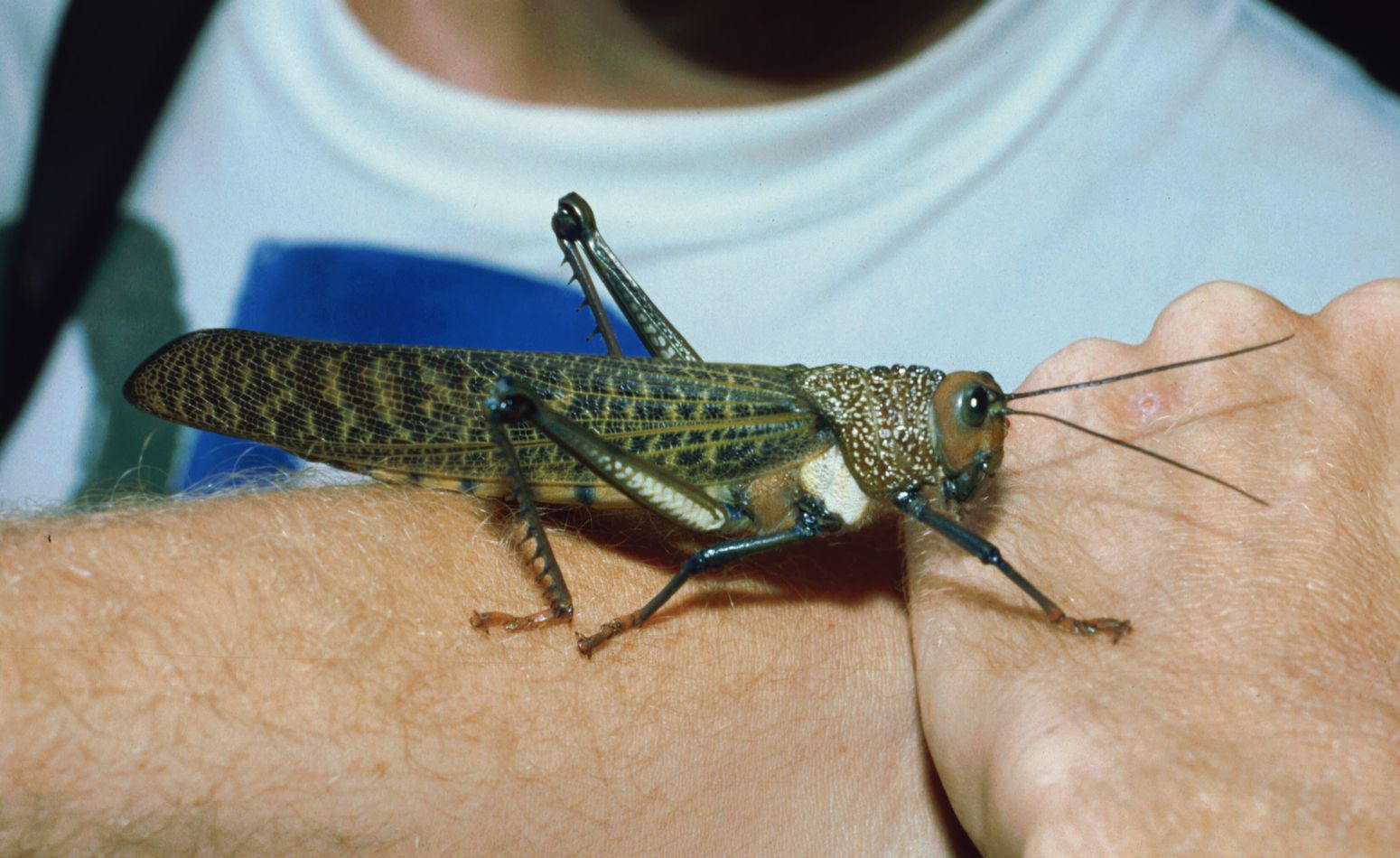
Tropidacris cristata, Costa Rica

Die Kurzfühlerschrecken (Caelifera) sind eine der beiden Unterordnungen der Heuschrecken. Es sind bis jetzt ca. 12.000 Arten beschrieben. In Mitteleuropa kommen ungefähr 100 Arten vor, von denen 42 Arten auch aus Deutschland bekannt sind.

## Beschreibung
Die Körperlänge der Tiere beträgt zwischen 7 und 75 mm, die Art Tropidacris cristata kann bis zu 120 mm lang werden und eine Flügelspannweite von maximal 230 mm erreichen. Fast alle Kurzfühlerschrecken sind Pflanzenfresser und ernähren sich primär von Gräsern und Kräutern. Die kleinen Dornschrecken (Tetrigoidea) haben sich weitgehend auf Algen, Moose und Mikroorganismen spezialisiert.
Wie die Vertreter der Langfühlerschrecken besitzen die Kurzfühlerschrecken eine sehr auffällige Umgestaltung der Hinterbeine zu Sprungbeinen. Weitere Merkmale der Kurzfühlerschrecken sind die namensgebenden kurzen Antennen, die im Gegensatz zu denen der Langfühlerschrecken aus maximal 30 Gliedern bestehen und manchmal keulenartig verdickt sind. Die Tiere besitzen Facettenaugen und kauend-beißende Mundwerkzeuge. Besonders das erste Brustsegment ist kräftig entwickelt. Die Vorderflügel der Tiere sind schmal und verhärtet und bedecken die größeren Hinterflügel in der Ruhestellung. Die Hinterflügel können bei einigen Arten wie den Ödlandschrecken auffällig blau oder rot gefärbt sein. Zur Eiablage, wobei die Eier häufig in den Boden eingegraben werden, ist der Hinterleib der Weibchen teleskopartig ausstreckbar und mit zwei Paar kräftigen Genitaldornen (Ovipositor-Valven) bestückt. Die Gehörorgane der Kurzfühlerschrecken finden sich an den Seiten des ersten Hinterleibssegmentes.

## Lauterzeugung bei den Kurzfühlerschrecken
Der Großteil der weltweiten Arten von Kurzfühlerschrecken ist geräuschlos und zeigt bei der Balz optische Signale, wie etwa bunte Hinterbeine, Antennen oder die Flügel. Einige Arten sind in der Lage, Geräusche zu produzieren, insbesondere die in Mitteleuropa weit verbreiteten Gomphocerinae (Grashüpfer) und Oedipodinae (Ödlandschrecken). Anhand dieser Gesänge lassen sich die Arten gut unterscheiden. Einige Artengruppen (wie zum Beispiel die in Südafrika heimischen Pneumoridae) erzeugen sehr laute Gesänge. Bei einigen Gruppen werden bei der Geräuscherzeugung die Hinterbeine an Adern der Vorderflügel gerieben. Dazu sind häufig entweder die Beine (Gomphocerinae) oder eine Flügelader (Oedipodinae) mit Zähnchen und die Gegenseite mit einer scharfen Kante bestückt. Neben diesen Stridulationsgeräuschen kommen auch andere Geräusche vor, etwa Flugschnarren, Trommeln mit den Hinter- oder Mittelbeinen oder durch die Mandibeln erzeugte Geräusche, wie sie beispielsweise die Italienische Schönschrecke (Calliptamus italicus) von sich gibt.
Der Gesang der Männchen dient vor allem der Partnerfindung. Bei einigen Arten ist auch das Weibchen in der Lage, einen Antwortgesang zu äußern. Bei vielen Arten kommen mehrere Gesangstypen der Männchen vor. Der Normalgesang dient der Anlockung der Weibchen. Der Werbegesang wird in der Nähe eines Weibchens geäußert und ist häufig deutlich leiser als der Normalgesang. Daneben kommt häufig auch ein Rivalengesang vor, der bei Anwesenheit anderer Männchen geäußert wird. Einige Arten erzeugen auch einen „Anspringlaut“ direkt vor der Paarung. Trotz der Spezifität der Heuschreckengesänge kommt es gelegentlich auch zu Fehlpaarung zwischen Arten mit ähnlichen Gesängen.

## Systematik der Kurzfühlerschrecken

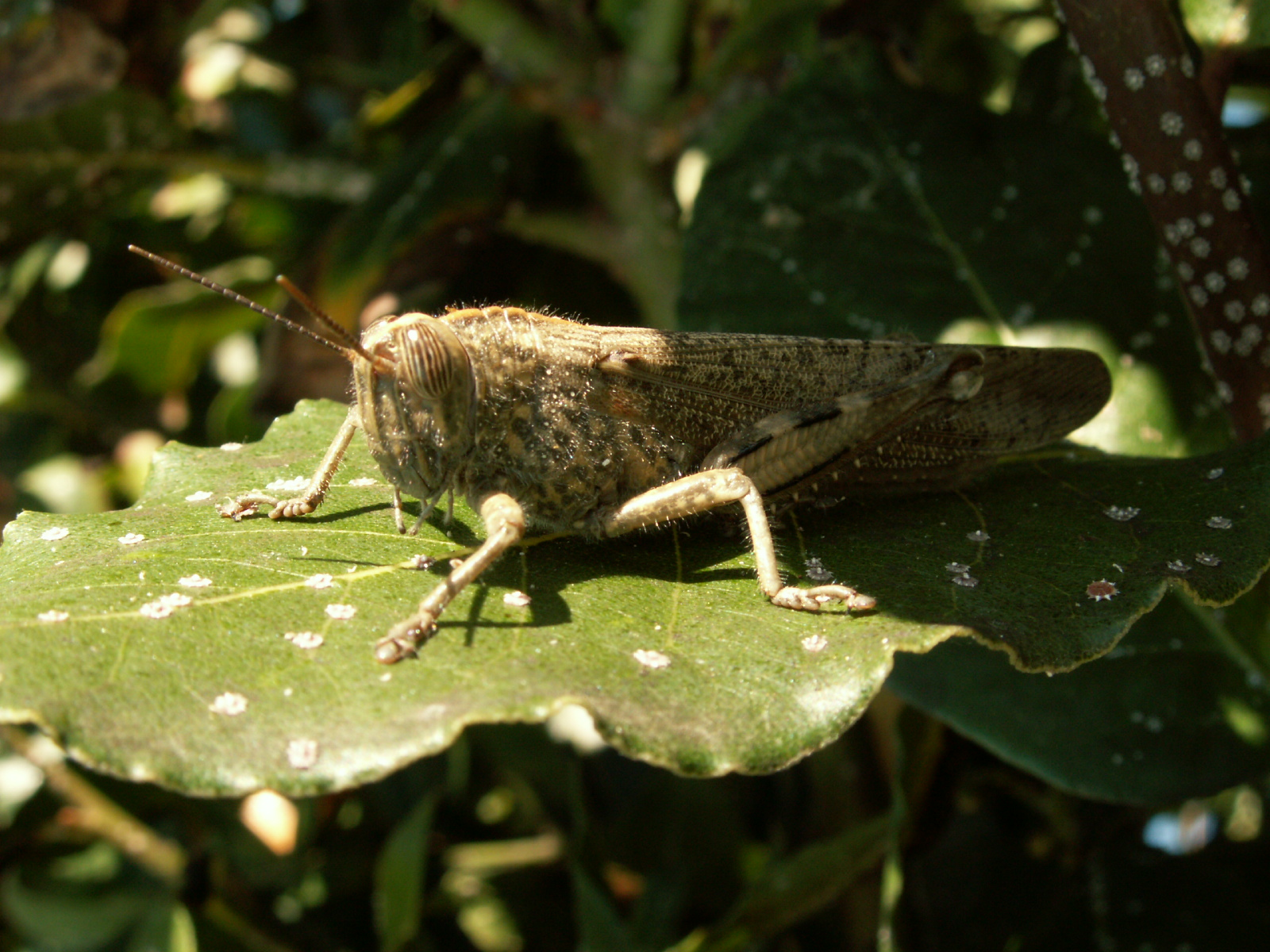
Ägyptische Wanderheuschrecke, Anacridium aegyptium

Neben den bekannten Grashüpfern der Gattungen Chorthippus, Omocestus und Stenobothrus finden sich in der Familie der Feldheuschrecken auch die berüchtigten Wanderheuschrecken wie die Wüstenheuschrecke (Schistocerca gregaria) und die Europäische Wanderheuschrecke (Locusta migratoria), die jedoch nur einen sehr geringen Anteil an der hohen Artenvielfalt der Gruppe stellen. Wanderheuschrecken sind jedoch keine taxonomische Gruppe, sondern in diversen Familien und Unterfamilien der Feldheuschrecken zu finden. Weiterhin befinden sich in dieser Familie Valanga irregularis und Heteropternis obscurella, zwei in Australien weit verbreitete Arten.
Folgende Systematik listet bis zur Familienebene alle, und darüber hinaus die wichtigsten Arten der in Mitteleuropa vorkommenden Kurzfühlerschrecken.

### Überfamilie Acridoidea

#### Familie derFeldheuschrecken(Acrididae)
- Acridinae
  - Gewöhnliche Nasenschrecke – Acrida ungarica
- Knarrschrecken – Calliptaminae
  - Italienische Schönschrecke – Calliptamus italicus
  - Alpine Gebirgsschrecke – Miramella alpina
  - Gewöhnliche Gebirgsschrecke – Podisma pedestris
- Cyrtacanthacridinae
  - Ägyptische Wanderheuschrecke – Anacridium aegyptium (eingeschleppt)
- Ödlandschrecken – Oedipodinae
  - Rotflüglige Schnarrschrecke – Psophus stridulus
  - Pferdeschrecke – Celes variabilis
  - Blauflügelige Ödlandschrecke – Oedipoda caerulescens
  - Rotflügelige Ödlandschrecke – Oedipoda germanica
  - Gefleckte Schnarrschrecke Bryodemella tuberculata
  - Blauflügelige Sandschrecke – Sphingonotus caerulans
  - Europäische Wanderheuschrecke – Locusta migratoria
  - Grüne Strandschrecke – Aiolopus thalassinus
  - Fluss-Strandschrecke – Epacromius tergestinus
  - Sumpfschrecke – Stethophyma grossum
  - Lauchschrecke – Mecostethus parapleurus
- Grashüpfer – Gomphocerinae
  - Große Höckerschrecke – Arcyptera fusca
  - Kleine Höckerschrecke – Arcyptera microptera
  - Gefleckte Keulenschrecke – Myrmeleotettix maculatus
  - Rote Keulenschrecke – Gomphocerippus rufus
  - Sibirische Keulenschrecke – Gomphocerus sibiricus
  - Große Goldschrecke – Chrysochraon dispar
  - Kleine Goldschrecke – Euthystira brachyptera
  - Schweizer Goldschrecke – Podismopsis keisti
  - Gebirgsgrashüpfer – Stauroderus scalaris
  - Weißrandiger Grashüpfer – Chorthippus albomarginatus
  - Feldgrashüpfer – Chorthippus apricarius
  - Nachtigall-Grashüpfer – Chorthippus biguttulus
  - Brauner Grashüpfer – Chorthippus brunneus
  - Wiesengrashüpfer – Chorthippus dorsatus
  - Verkannter Grashüpfer – Chorthippus mollis
  - Kiesbank-Grashüpfer – Chorthippus pullus
  - Steppengrashüpfer – Chorthippus vagans
  - Bunter Grashüpfer – Omocestus viridulus
  - Buntbäuchiger Grashüpfer – Omocestus rufipes
  - Rotleibiger Grashüpfer – Omocestus haemorrhoidalis
  - Sumpfgrashüpfer – Pseudochorthippus montanus
  - Gemeiner Grashüpfer – Pseudochorthippus parallelus
  - Zwerggrashüpfer – Stenobothrus crassipes
  - Heidegrashüpfer – Stenobothrus lineatus
  - Schwarzfleckiger Grashüpfer – Stenobothrus nigromaculatus
  - Kleiner Heidegrashüpfer – Stenobothrus stigmaticus

### Überfamilie Tetrigoidea

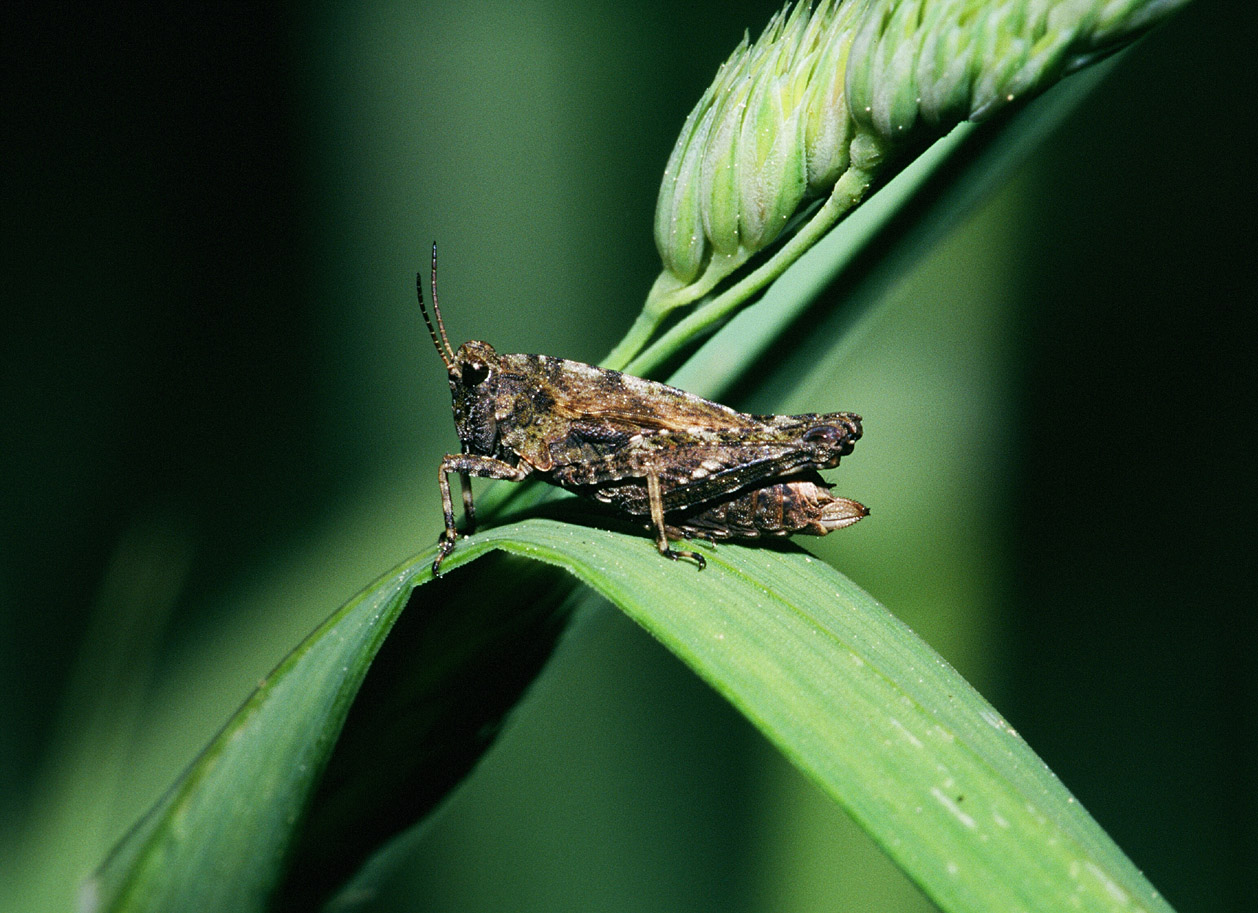
Tetrix spec.

Die Dornschrecken (Tetrigidae) kommen mit sechs Arten in Mitteleuropa vor. Typisch für diese Artengruppe ist der nach hinten verlängerte Halsschild (Pronotum), der Hinterleib und Flügel schützt. Bis 1998 galt diese Gruppe als geräuschlos. Es hat sich aber bei neueren Untersuchungen gezeigt, dass die Arten Vibrationen durch Trommeln mit den Mittelbeinen erzeugen. Bei der Balz werden aber vorwiegend optische Signale genutzt.

#### Familie derDornschrecken(Tetrigidae)
- Zweifleck-Dornschrecke – Tetrix bipunctata
- Westliche Dornschrecke – Tetrix ceperoi
- Kurzflügel-Dornschrecke – Tetrix kraussi
- Säbel-Dornschrecke – Tetrix subulata
- Langfühler-Dornschrecke – Tetrix tenuicornis
- Türks Dornschrecke – Tetrix tuerki
- Gemeine Dornschrecke – Tetrix undulata

### Überfamilie Tridactyloidea

#### Familie derGrabschrecken(Tridactylidae)
In Mitteleuropa existieren nur zwei Arten dieser Gruppe, beide im Süden der Schweiz und Österreichs. Die häufigste Art ist Pfandlers Grabschrecke (Xya pfaendleri). Im Mittelmeergebiet findet sich beispielsweise Xya variegata, die in selbstgegrabenen Höhlen in Ufernähe lebt und sich von Algen ernährt.